# ESSEC Ventures
 (mai 2021).
Pour les articles homonymes, voir ESSEC.
ESSEC Ventures est la structure d'accompagnement de projets de création d'entreprise (ou incubateur) de l’École supérieure des sciences économiques et commerciales (ESSEC). L'incubateur opère en partenariat avec l'école CentraleSupélec et Extenso Innovation Croissance.
La structure a permis la création, depuis 2009, de 340 entreprises, avec un taux de survie à 5 ans de 72%. 252 projets de créations d'entreprises ont été accompagnés, et 70 M € ont été levés en fonds propres par les startups incubées. Soixante-quatre projets d’entreprises sont actuellement incubés sur le campus de Cergy-Pontoise.

## Historique du projet
Courant 2000, le pôle entrepreneuriat de l'école de commerce voit le jour. Il en suit la création de la société ESSEC Ventures et du fonds d'amorçage le 18 septembre 2006. Le 27 novembre 2009, c'est le jour de la signature du partenariat stratégique entre les deux grandes écoles.
Dans les années 2010, sous la direction de Julien Morel, l'incubateur ESSEC Ventures est fondé par Rami El Koussa, ingénieur de l'École spéciale des travaux publics, du bâtiment et de l'industrie (ESTP Paris) pendant son troisième cycle à l'ESSEC.
L'incubateur opère en partenariat avec l'école CentraleSupélec et Extenso Innovation Croissance.
L'incubateur se compose à l'époque d'une pépinière d'entreprise, d'un fonds d'amorçage et d'un incubateur et est hébergée au CNIT de La Défense.

### Mécénat de compétences
A l'aide de chèques-conseil, la structure propose du conseil dans des domaines variés tels que le juridique, la finance, l'administratif etc... 

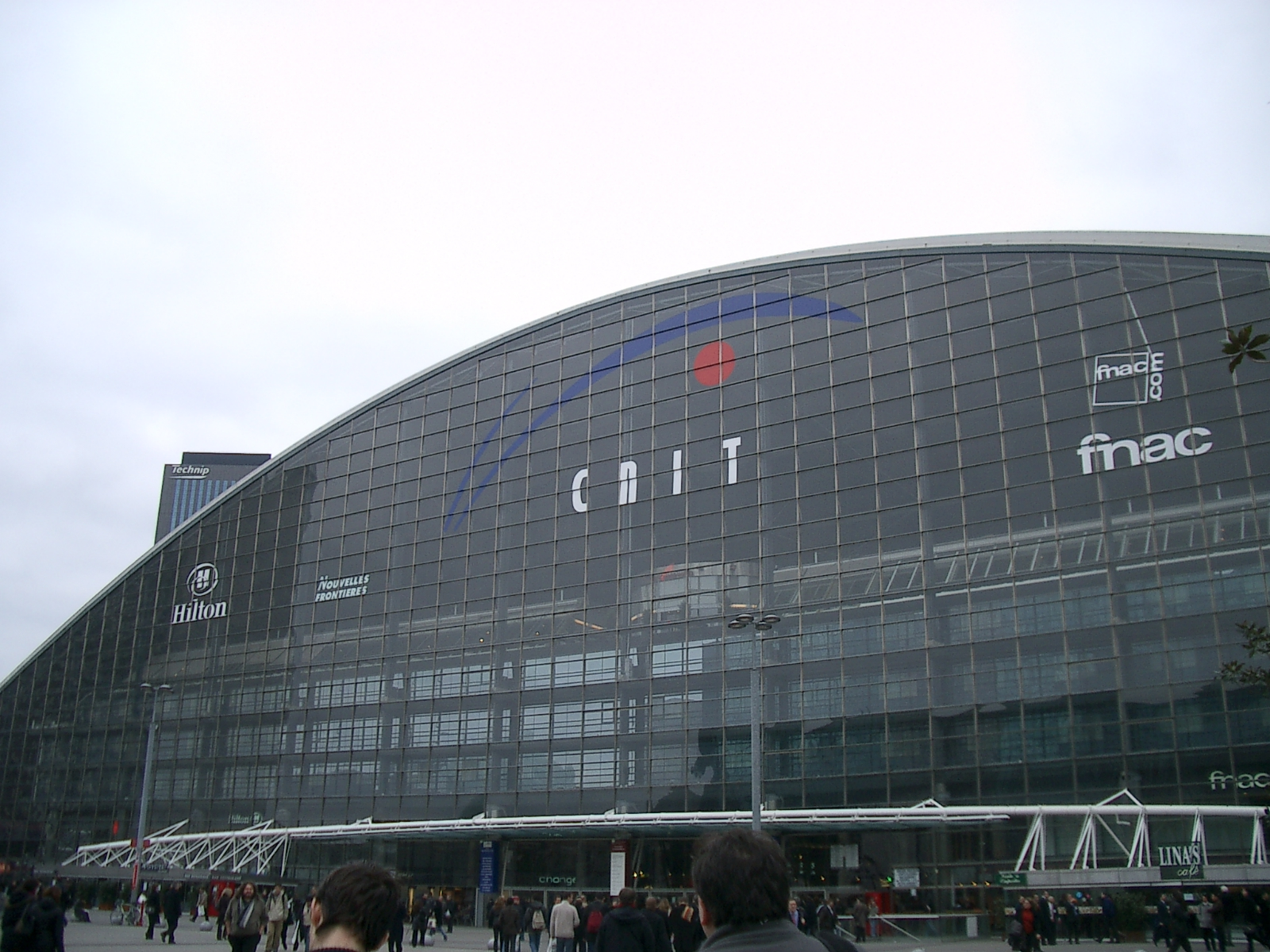
Centre des nouvelles industries et technologies (CNIT)

### Exemples de sociétés issues de l'incubateur
- ContentSquare
- Deezer
- So Foot